# Kopklepmotor

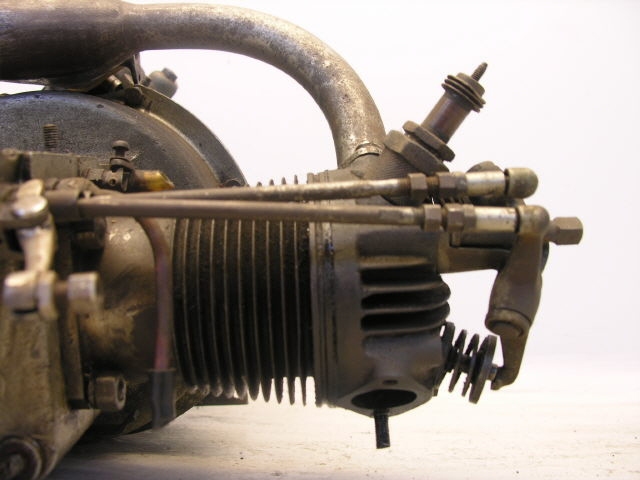
Kopkleppen van een ABC-motorfiets (ca. 1920): goed zichtbaar zijn de stoterstangen die de tuimelaars bedienen. Deze duwen de kleppen (met de kleine veren eromheen) naar binnen. De veerwerking sluit de kleppen weer. Boven de kleppen bevindt zich de bougie.

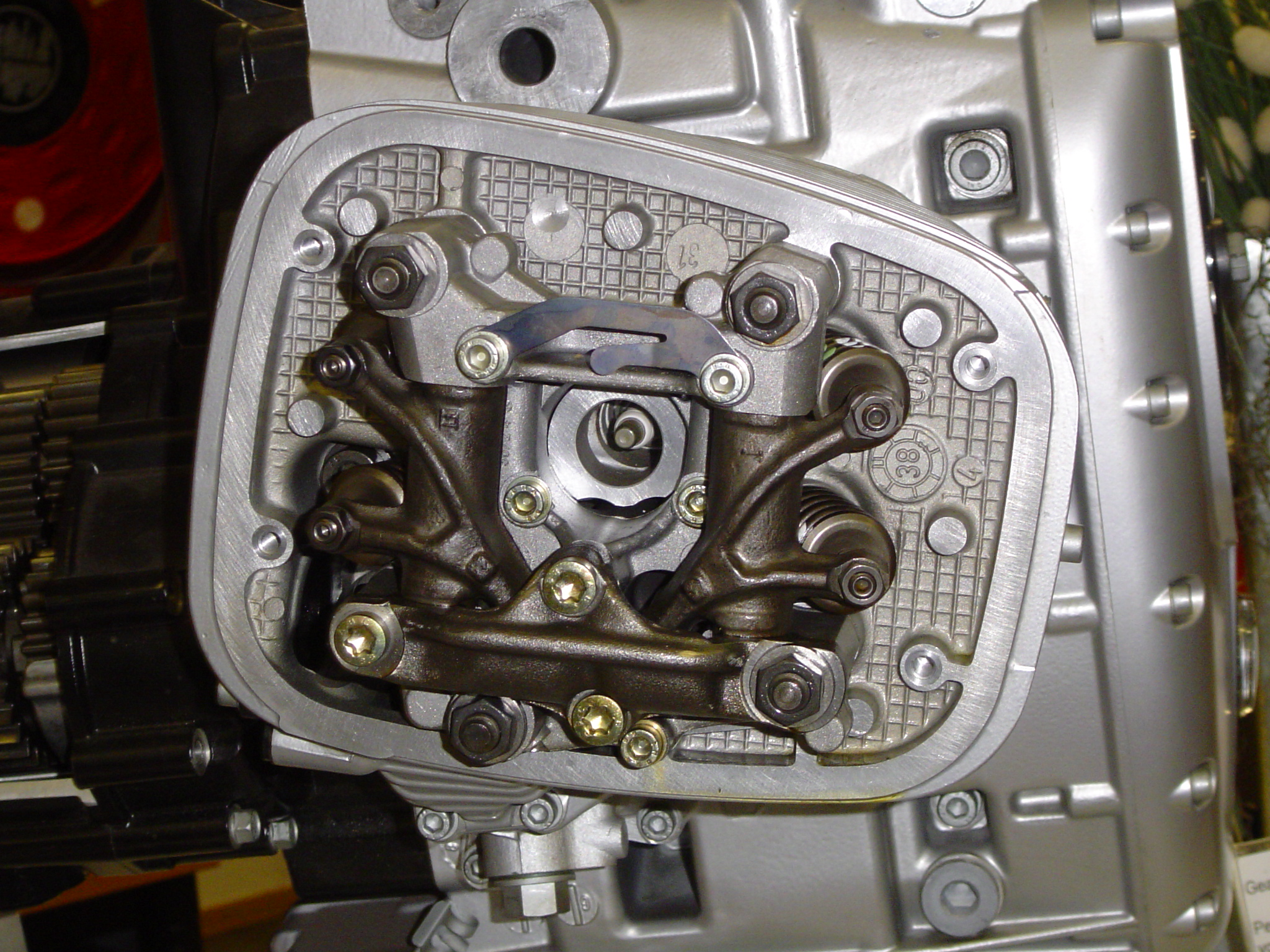
Cilinderkop van een kopklepmotor, in dit geval een van de cilinders van een boxermotor: links worden de inlaatkleppen bediend, rechts de uitlaatkleppen. In het midden zit de bougie.

Een kopklepmotor is een type viertaktmotor waarbij de in- en uitlaatkleppen in de cilinderkop zitten en recht boven de verbrandingsruimte staan.
In tegenstelling tot een zijklepmotor heeft dit type motor geen last van te lage compressie, detonatie, ongelijkmatige verbranding en meer kwalen die een hoog vermogen in de weg staan. Daarom worden kopkleppen tegenwoordig bij viertaktmotoren algemeen toegepast.
In de jaren twintig, toen kopklepmotoren in opkomst kwamen, werden ze voor veel toepassingen echter wel als nadelig beschouwd: ze waren duur om te maken, moeilijk te onderhouden en leverden een lager koppel dan zijklepmotoren. In veel gevallen gebruikten fabrikanten van auto's en motorfietsen de kopklepmotoren alleen voor sportieve modellen, en produceerden ernaast ook nog zijklepmotoren voor meer toeristisch gebruik.
Ook wel OHV-motor (OverHead Valves) genoemd. Als de motor ook een bovenliggende nokkenas heeft wordt het OHC (Over Head Camshaft) en bij een dubbele bovenliggende nokkenas DOHC.